# Kamarhati
Kamarhati est une ville d’Inde ayant en 2001 une population de 314 334 habitants.